# Função L
A teoria das Funções L se tornou uma sustentável e largamente conjectural parte da atual Teoria dos números. Nela contém, a grande generalização e a essência da teoria da Função zeta de Riemann e das Séries L para as Equações de Dirichlet que são construídas por meio desse estudo, e suas propriedades gerais, em muitos casos não necessitam de provas detalhadas, mas sim, as provas aparecem de maneira sistemática, de acordo com o uso dos sistemas citados acima.